# USS Colorado (BB-45)
O USS Colorado foi um couraçado operado pela Marinha dos Estados Unidos e a primeira embarcação da Classe Colorado, seguido pelo USS Maryland, USS Washington e USS West Virginia. Sua construção começou em maio de 1919 nos estaleiros da New York Shipbuilding Corporation e foi lançado ao mar em março de 1921, sendo comissionado na frota norte-americana no final de agosto de 1923. Era armado com uma bateria principal composta por oito canhões de 406 milímetros montados em quatro torres de artilharia duplas, tinha um deslocamento carregado de pouco mais de 34 mil toneladas e conseguia alcançar uma velocidade máxima de 21 nós (39 quilômetros por hora).
O Colorado teve um início de carreira tranquilo e passou a maior parte dos seu período de serviço em tempos de paz atuando junto como membro da Frota de Batalha no Oceano Pacífico, com suas principais funções consistindo em exercícios de rotina individuais e treinamentos junto com o resto de toda a frota. O navio também realizou algumas viagens diplomáticas, primeiro para vários países da Europa no início de 1924 e no ano seguinte para países da Oceania. Em 1933 o couraçado foi para Long Beach na Califórnia a fim de ajudar nos trabalhos de socorro depois de um terremoto ter atingido a região, enquanto em 1937 ajudou nos esforços de busca pela aviadora Amelia Earhart.
Com a entrada dos Estados Unidos na Segunda Guerra Mundial no final de 1941, o Colorado inicialmente foi enviado para Fiji a fim de impedir maiores avanços japoneses no Pacífico. Depois disso a embarcação envolveu-se em diversas ações nas Campanhas das Ilhas Gilbert e Marshall, Ilhas Mariana e Palau, Filipinas e Ilhas Vulcano e Ryukyu, incluindo nas Batalhas de Tarawa, Saipan, Tinian e Okinawa. Seus principais deveres foram de bombardeio litorâneo e suporte de artilharia para tropas lutando em terra. A guerra terminou em setembro de 1945 e o couraçado retornou para casa pouco depois, sendo descomissionado em janeiro de 1947 e ficando na reserva até ser desmontado em 1959.

## Características

Arranjo e disposição do armamento principal da Classe Colorado

Foram finalizados em 1916 o projeto para a próxima classe de couraçados da Marinha dos Estados Unidos a ser construída a partir de 1917. Esses novos navios acabaram sendo cópias quase diretas da predecessora Classe Tennessee, com exceção de sua bateria principal, que aumentou de doze canhões de 356 milímetros para oito de 406 milímetros. A Classe Colorado foi a última classe de couraçados norte-americanos no "tipo padrão".
O Colorado tinha 190,27 metros de comprimento de fora a fora, boca de 29,72 metros, calado de 9,3 metros e deslocamento carregado de 34 130 toneladas. Seu sistema de propulsão consistia em quatro geradores elétricos alimentados por dois turbogeradores Westinghouse, com o vapor necessário para os turbo-geradores provindo de oito caldeiras Babcock & Wilcox. Esse maquinário podia levar a embarcação a uma velocidade máxima de 21 nós (39 quilômetros por hora) a partir de uma potência indicada de 29,4 mil cavalos-vapor (21,6 mil quilowatts). Sua autonomia normal era de oito mil milhas náuticas (quinze mil quilômetros) a dez nós (dezenove quilômetros por hora), porém espaços adicionais podiam ser usados em tempos de guerra e ampliavam a autonomia para 21,1 mil milhas náuticas (39,1 mil quilômetros) na mesma velocidade. Sua tripulação era composta por 64 oficiais e 1 241 marinheiros.
Sua bateria principal consistia em oito canhões Marco 1 calibre 45 de 406 milímetros montados em quatro torres de artilharia duplas, duas na proa e duas na popa, em ambos os casos com uma torre sobreposta a outra. A bateria secundária tinha dezesseis canhões calibre 51 de 127 milímetros montados em casamatas individuais espalhadas a meia-nau na superestrutura. A bateria antiaérea era composta por oito canhões calibre 50 de 76 milímetros em montagens individuais. Como era costume para navios capitais do período, o couraçado também foi armado com dois tubos de torpedo de 533 milímetros abaixo da linha d'água, um em cada lateral. O cinturão de blindagem principal tinha entre 203 e 343 milímetros de espessura, enquanto o convés blindado principal tinha uma espessura de 89 milímetros. As torres de artilharia eram protegidas por uma frente de 457 milímetros de espessura, ficando em cima de barbetas com 330 milímetros de espessura. A torre de comando era protegida por placas laterais de 406 milímetros.

## História

### Tempos de paz

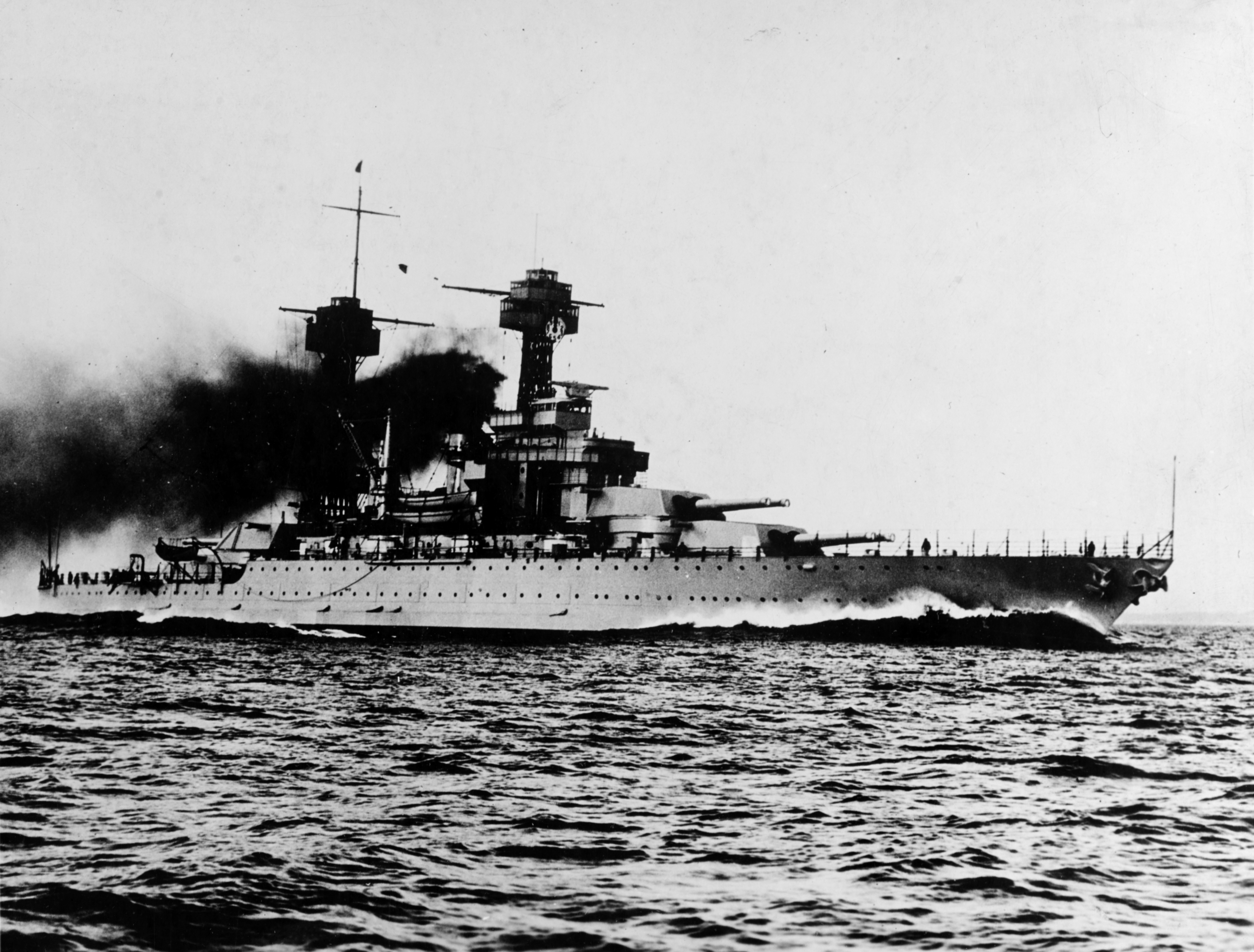
O Colorado em seus testes em 1923

O batimento de quilha do Colorado ocorreu em 29 de maio de 1919 nos estaleiros da New York Shipbuilding Corporation em Camden, em Nova Jérsei. Foi lançado ao mar em 22 de março de 1921 e comissionado na frota norte-americana em 30 de agosto de 1923 para poder realizar seus testes marítimos iniciais e treinamentos. Seu primeiro oficial comandante foi o capitão Reginald R. Belknap. O navio deixou Nova Iorque em 29 de dezembro de 1923 e atravessou o Oceano Atlântico até chegar em Portsmouth, no Reino Unido. Em seguida foi para o sul e visitou Cherbourg e Villefranche-sur-Mer na França, também passando pelo Mar Mediterrâneo e fazendo paradas em Nápoles na Itália e em Gibraltar. Voltou para Nova Iorque em 15 de fevereiro de 1924. Passou por reparos no local e mais testes, seguindo novamente em 11 de julho para a Costa Oeste dos Estados Unidos. Chegou em São Francisco, na Califórnia, no dia 15 de setembro, onde juntou-se à Frota de Batalha. O couraçado permaneceria nesta formação pelos quinze anos seguintes.
O Colorado participou nas décadas de 1920 e 1930 de uma série de Problemas de Frota, exercícios de grande escala realizados anualmente. Estes normalmente aconteciam no Oceano Pacífico e no Mar do Caribe. Durante este período também fez parte de várias cerimônias e revistas navais. O couraçado participou entre 8 de junho e 26 de setembro de 1925 de uma viagem para a Samoa Ocidental, Austrália e Nova Zelândia junto com outros couraçados da frota. O Colorado encalhou próximo de Cabo Hatteras na Carolina do Norte em 1º de maio de 1927, porém foi reflutuado no dia seguinte. Passou por reformas entre 1928 e 1929, durante as quais seus quatro canhões antiaéreos de 76 milímetros foram substituídos por oito canhões calibre 25 de 127 milímetros. O couraçado foi para Long Beach, na Califórnia, em 10 e 11 de março de 1933 para ajudar nos esforços de resgate após um terremoto.
A embarcação atuou no verão de 1937 como navio-escola para estudantes do Corpo de Treinamento de Oficiais da Reserva Naval oriundos da Universidade de Washington e da Universidade da Califórnia em Berkeley. Ele embarcou os estudos da Universidade de Washington em 15 de junho em Puget Sound e aqueles da Universidade da Califórnia quatro dias depois na Baía de São Francisco. O Colorado chegou em Hilo, no Havaí, em 26 de junho e seguiu dois dias depois para Maui, onde os estudantes praticaram disparar os canhões de 127 milímetros das casamatas, onde ficaram alojados em redes de dormir. Uma licença começou em Honolulu em 1º de julho, porém isto foi interrompido no dia seguinte para que o couraçado pudesse juntar-se à procura da aviadora Amelia Earhart. Ele se encontrou com o navio-patrulha USCGC Itasca da Guarda Costeira dos Estados Unidos no dia 7, lançando hidroaviões para vasculharem as Ilhas Fênix, sem sucesso. Depois disso voltou para a Costa Oeste e desembarcou os estudantes.

### Segunda Guerra

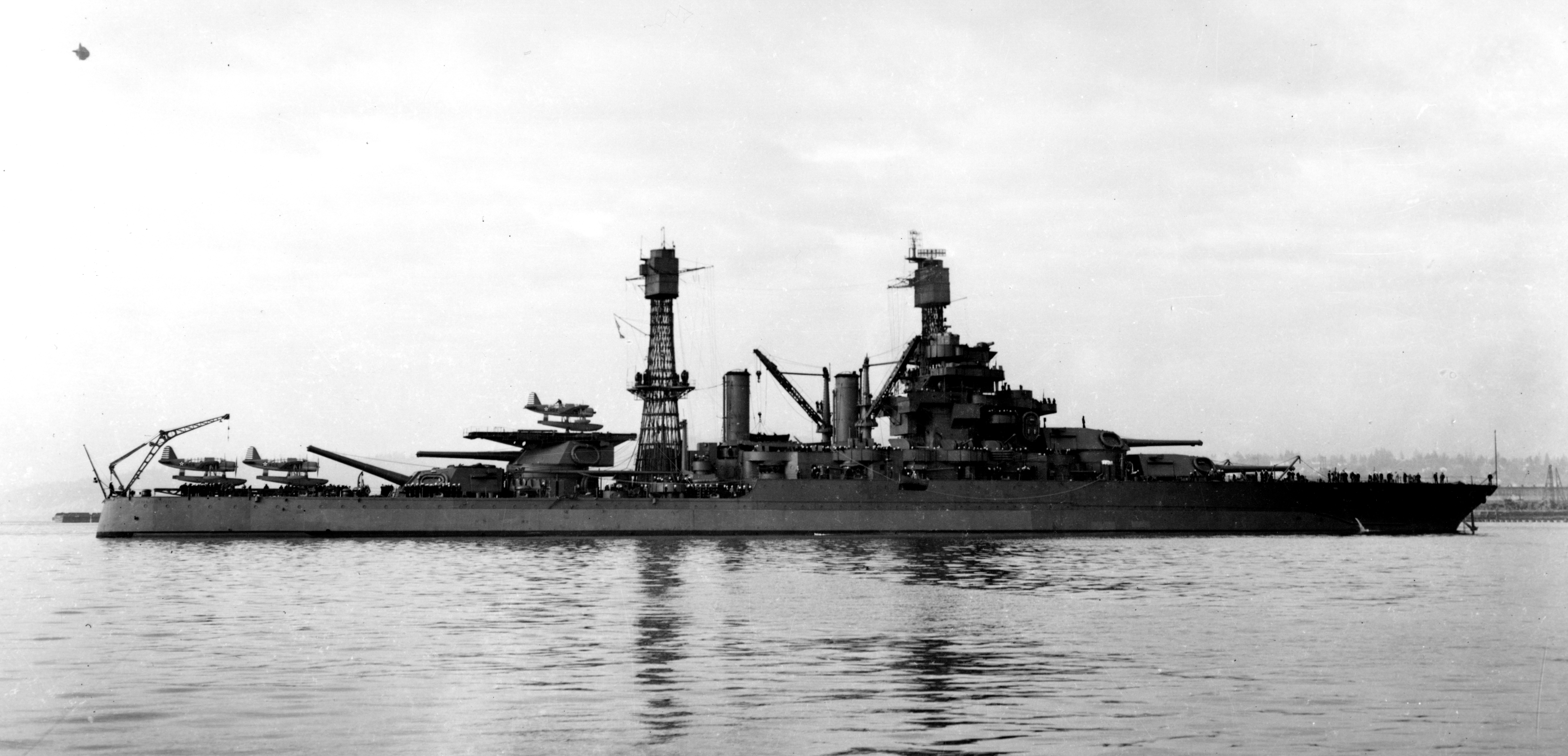
O Colorado saindo do Estaleiro Naval de Puget Sound em 9 de fevereiro de 1942

O Colorado ficou baseado em Pearl Harbor a partir de 27 de janeiro de 1941 realizando exercícios e participando de jogos de guerra. Ele voltou para a Costa Oeste em 25 de junho com o objetivo de passar por reformas no Estaleiro Naval de Puget Sound, assim não estava presente durante o Ataque a Pearl Harbor em 7 de dezembro. As reformas foram finalizadas em 31 de março de 1942, com dois de seus canhões originais calibre 50 de 127 milímetros sendo removidos e substituídos por dois modelos calibre 38.
A embarcação realizou várias manobras de treinamento ao longo da Costa Oeste pelos meses seguintes. Ele e seu irmão USS Maryland fizeram patrulha próximos da Ponte Golden Gate em 31 de maio a fim de proteger São Francisco de algum possível ataque japonês. O Colorado voltou para Pearl Harbor pouco depois com o objetivo de finalizar suas preparações para a guerra. Ele inicialmente foi colocado para operar nas proximidades de Fiji e das Novas Hébridas de 8 de novembro de 1942 até 17 de setembro de 1943 para impedir quaisquer maiores expansões japonesas para dentro do Oceano Pacífico. Ele deixou Pearl Harbor em 21 de outubro para participar de um bombardeio litorâneo em apoio à Batalha de Tarawa, voltando em 7 de dezembro. Passou então por mais reformas e manutenção da Costa Oeste e então retornou para o Havaí, seguindo mais uma vez para a Campanha das Ilhas Gilbert e Marshall em 21 de janeiro de 1944. Participou de mais bombardeios litorâneos em suporte aos desembarques terrestres das Batalhas de Kwajalein e Enewetak até 23 de fevereiro, quando foi para o Estaleiro Naval de Puget Sound para manutenção.

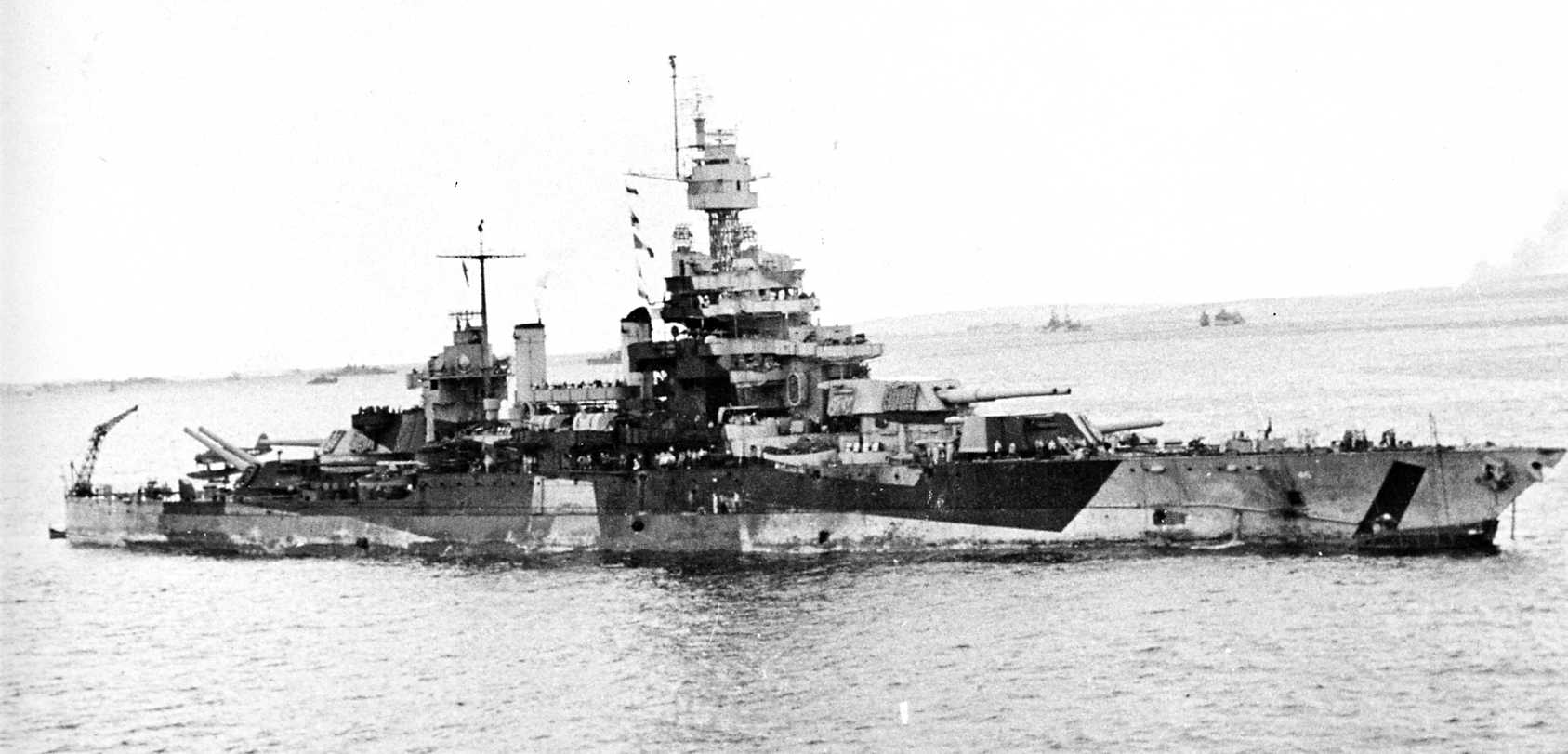
O Colorado em Tinian em 24 de julho de 1944 danificado depois de ter sido alvejado por baterias costeiras japonesas

O couraçado juntou-se em São Francisco a outras unidades que iriam para a Campanha das Ilhas Marianas e Palau. A força partiu em 5 de maio, passando por Pearl Harbor e Kwajalein a fim de realizarem bombardeios litorâneos a partir de 14 de junho nas Batalhas de Saipan, Guam e Tinian. Nesta última, no dia 24 de julho, o Colorado foi alvejado 22 vezes por projéteis de 155 milímetros de baterias costeiras japonesas, sofrendo 43 mortos e 198 feridos. Ele mesmo assim continuou com seus bombardeios em apoio às tropas de invasão. Recuou depois do fim da batalha e voltou para a Costa Oeste a fim de passar por reparos. Retornou ao Pacífico para a Campanha das Filipinas, envolvendo-se em outubro da invasão de Leyte. Uma semana depois foi acertado por dois kamikazes, que mataram dezenove tripulantes, feriram outros 72 e danificaram moderadamente o navio. Apesar disso bombardeio Mindoro como planejado entre 12 e 17 de dezembro. Em seguida navegou até a Ilha Manus para passar por reparos urgentes.
O Colorado voltou para Luzon em 1º de janeiro de 1945 a fim de participar de bombardeios pré-invasão do Golfo de Lingayen. Foi atingido na superestrutura por um projétil de fogo amigo oito dias depois, matando dezoito tripulantes e ferindo outros 51. Ficou sob reparos em Ulithi e então juntou-se à Força Tarefa 54, o grupo de bombardeio pré-invasão para a Batalha de Okinawa. Permaneceu bombardeando Okinawa até 22 de maio, também proporcionando cobertura antiaérea e disparos de suporte para as tropas em terra. O couraçado voltou para Okinawa em 6 de agosto, com a guerra terminando uma semana depois. No dia 27 deu cobertura para a ocupação de um campo de pouso japonês em Kanagawa. Por seu serviço na Segunda Guerra Mundial, o Colorado foi condecorado com sete estrelas de batalha.

### Pós-guerra
O couraçado deixou a Baía de Tóquio em 20 de setembro e navegou até São Francisco. Chegou em 15 de outubro e então prosseguiu para o norte até Seattle, em Washington, a fim de participar no dia 27 das celebrações do Dia da Marinha. Depois disso tomou parte na Operação Tapete Mágico, realizando três viagens de ida e volta para Pearl Harbor em que transportou 6 357 soldados norte-americanos de volta para casa. Seguiu então para o Estaleiro Naval de Puget Sound para ser desativado, sendo descomissionado em 7 de janeiro de 1947. Ele permaneceu na Frota de Reserva até ser removido do registro naval e vendido para desmontagem em 23 de julho de 1959.
Seu sino original foi preservado e está em exposição no Centro Memorial Universitário da Universidade do Colorado em Boulder. Um canhão de 127 milímetros foi doado em 1959 para a Sociedade Histórica Marítima de Puget Sound e está desde 2011 em exibição no Museu da História e Indústria em Seattle. Partes da madeira de teca do convés do Colorado foram adquiridas pela Boeing em 1959 durante a desmontagem do navio e usadas para cobrir a parede de uma cafeteria em um de seus centros. Parte da teca foi doada pela empresa em fevereiro de 2014 para o Northwest SeaTac Center, também de Seattle, durante uma cerimônia que teve a presença de veteranos do couraçado.